# Typhlodaphne
Typhlodaphne là một chi ốc biển, là động vật thân mềm chân bụng sống ở biển trong họ Borsoniidae.

## Các loài
Các loài thuộc chi Typhlodaphne bao gồm:
- Typhlodaphne corpulenta (Watson, 1881)[2]
- Typhlodaphne filostriata (Strebel, 1905)[3]
- Typhlodaphne nipri Numanami, 1996[4]
- Typhlodaphne payeni (Rochebrune & Mabille, 1885)[5]
- Typhlodaphne platamodes (Watson, 1881)[6]
- Typhlodaphne purissima (Strebel, 1908)[7]
- Typhlodaphne strebeli Powell, 1951[8]
- Typhlodaphne translucida (Watson, 1881)[9]